# Praia Redonda

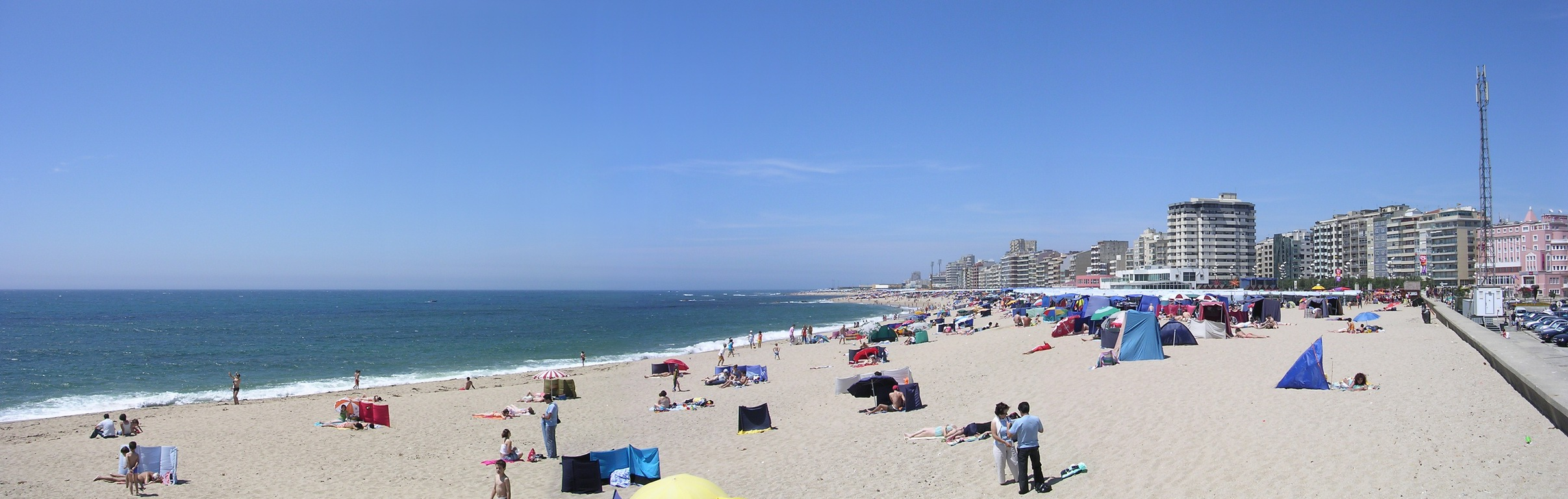
Imagen de Praia Redonda.

La Praia Redonda es una playa marítima de Póvoa de Varzim. Se localiza a continuación de la Praia do Carvalhido y la Praia da Salgueira, que se localizan más al norte.
Hoy día, es la playa más al sur de Póvoa de Varzim, ya que la Ensenada de Póvoa fue transformada en un puerto marítimo. El Passeio Alegre recorre la playa.
- Datos: Q5394494